# HMS Exeter (1929)
«Эксетер» (HMS Exeter номер вымпела 68) — тяжёлый крейсер Королевского военно-морского флота Великобритании времён Второй мировой войны. Последний в английском флоте крейсер с восьмидюймовой артиллерией был заложен 1 августа 1928 года на королевской верфи в Девонпорте, спущен 18 июля 1929 г., вошёл в строй 27 июля 1931 г. Стал пятым (с 1680 года) кораблем, носившим это имя (Эксетер — главный город графства Девоншир). Принял участие в битве у Ла-Платы и получил в ней тяжёлые повреждения. Потоплен в сражении в Яванском море в 1942 году.

## История создания
Корабль нового типа не являлся «вашингтонским», поскольку имел меньшее водоизмещение и был слабее вооружён, чем типичные представители этого класса, строившиеся тогда повсеместно по максимальным договорным стандартам. Последний в английском флоте крейсер с восьмидюймовой артиллерией был заложен 1 августа 1928 года на государственной военной верфи Devonport Royal DockYard. Во время церемонии спуска на воду, состоявшейся 18 июля 1929 года, он получил название «Эксетер», став пятым кораблем, носившим это имя. Военно-морская база и верфь Девонпорт — часть портового города Плимут. К моменту постройки крейсера это имя не появлялось в списках британского флота уже около ста лет.

## Конструкция

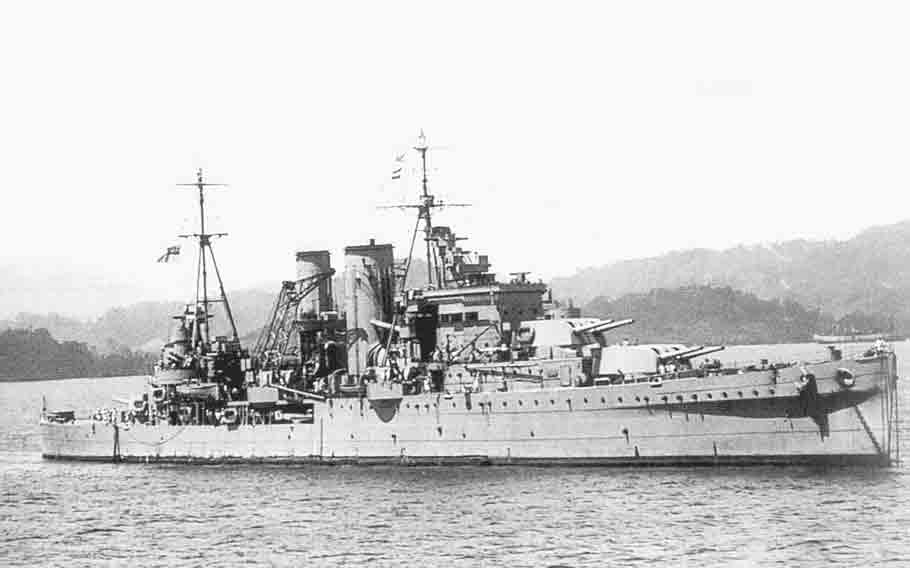
Тяжёлый крейсер «Эксетер» на Суматре. 1942 год.

Эксетер отличался от головного корабля шириной корпуса (шире на 1 фут = 0,3048 м), новым типом надстройки (башенной формы) и количеством гидросамолетов и схемой размещения авиационного оборудования.

## Служба

### Довоенная
Крейсера вошёл в состав флота 27 июля 1931 года, получив назначение во 2-ю эскадру крейсеров Атлантического флота. За время пребывания в составе 2-й эскадры «Эксетер» получил бортовую авиацию и авиационное оборудование. В 1933 году «Эксетер» получил назначение в 8-ю крейсерскую эскадру из состава Американо-Вест-Индской военно-морской станции.
В 1935 году, в ответ на наращивание итальянцами военной мощи в африканских колониях в Эритрее и Сомали, граничащих с Абиссинией, англичане провели демонстрацию силы. Крейсер «Эксетер» вместе с крейсером «Аякс» прибыли в Средиземноморье из Американо-Вест-Индской эскадры. Всего англичане сосредоточили в зоне напряженности семь линкоров, два авианосца, восемь тяжёлых и 13 легких крейсеров, 70 эсминцев (в том числе эсминцы Флота Метрополии), 20 подводных и четыре канонерские лодки. Демонстрация британской морской мощи не возымела своего действия и не предотвратила войны, начавшейся 3 октября вторжением итальянских войск.
Война в Абиссинии закончилась в мае 1936 года победой Италии. После чего «Эксетер» и «Аякс» вернулись на Бермуды. После возвращении в состав 8-й эскадры «Эксетер» возобновил представительскую деятельность, «показывая» флаг Великобритании в портах Северной и Южной Америки и на островах Карибского бассейна в течение всего предвоенного периода.

## Судьба останков
Останки корабля находились в Яванском море.
В ноябре 2016 г. обнаружился факт исчезновения останков судна. Наблюдатели связывают пропажу с ростом цен на металлолом в Юго-Восточной Азии. Со дна моря на месте боя в Яванском море исчезли также корпуса двух других голландских судов (HNLMS Java и HNLMS Kortenaer) и двух британских (HMS Encounter и HMS Electra); пропал также корпус американской подлодки .